# Marco Baldassarre
Marco Baldassarre (Tricase, 12 ottobre 1984) è un politico italiano.

## Biografia
Alle elezioni politiche del 2013 viene candidato alla Camera dei deputati, tra le liste del Movimento 5 Stelle nella circoscrizione Toscana, ed eletto deputato della XVII legislatura della Repubblica.
Il 26 gennaio 2015 annuncia, assieme ad altri 8 deputati (Tancredi Turco, Walter Rizzetto, Mara Mucci, Aris Prodani, Samuele Segoni, Eleonora Bechis, Sebastiano Barbanti, Gessica Rostellato) e il senatore Francesco Molinari, la sua fuoriuscita dal Movimento 5 Stelle, accusandolo di fare una opposizione "duramente distruttiva, becera, casinista", andando a formare il successivo 5 febbraio con Massimo Artini (espulso dal M5S) la nuova componente "Alternativa Libera" nel gruppo misto alla Camera, a cui si aggrega Possibile di Pippo Civati.